# Aeroportul Nullabor Motel
Aeroportul Nullabor Motel (IATA: NUR, ICAO: YNUB) este un aeroport din Australia de Sud, Australia.
Situat la o altitudine de 62 m, aeroportul dispune de o singură pistă.